# Doug Thomas (giocatore di football americano)
Douglas Savoy Thomas (Rockingham, 18 settembre 1969 – Charlotte, 19 dicembre 2014) è stato un giocatore di football americano statunitense che ha militato nel ruolo di wide receiver della National Football League (NFL).

## Carriera
Thomas fu scelto nel corso del secondo giro (51º assoluto) del Draft NFL 1991 dai Seattle Seahawks. Vi giocò per tutte le tre stagioni della carriera facendo registrare 22 ricezioni per 207 yard. Scomparve per un attacco cardiaco nel 2014 all'età di 45 anni.